# کاترین گراهام
کاترین گراهام (انگلیسی: Katharine Graham؛ ۱۶ ژوئن ۱۹۱۷ – ۱۷ ژوئیهٔ ۲۰۰۱) ناشر و مالک روزنامه واشینگتن پست بود. ماجرای رسوایی واترگیت در دوره مدیریت وی بر واشینگتن پست افشا شد که منجر به کناره‌گیری ریچارد نیکسون، رئیس‌جمهور وقت ایالات متحده آمریکا شد.
وی از اعضای فرهنگستان هنر و دانش آمریکا و برندهٔ جایزه پولیتزر بود.